# 민족학

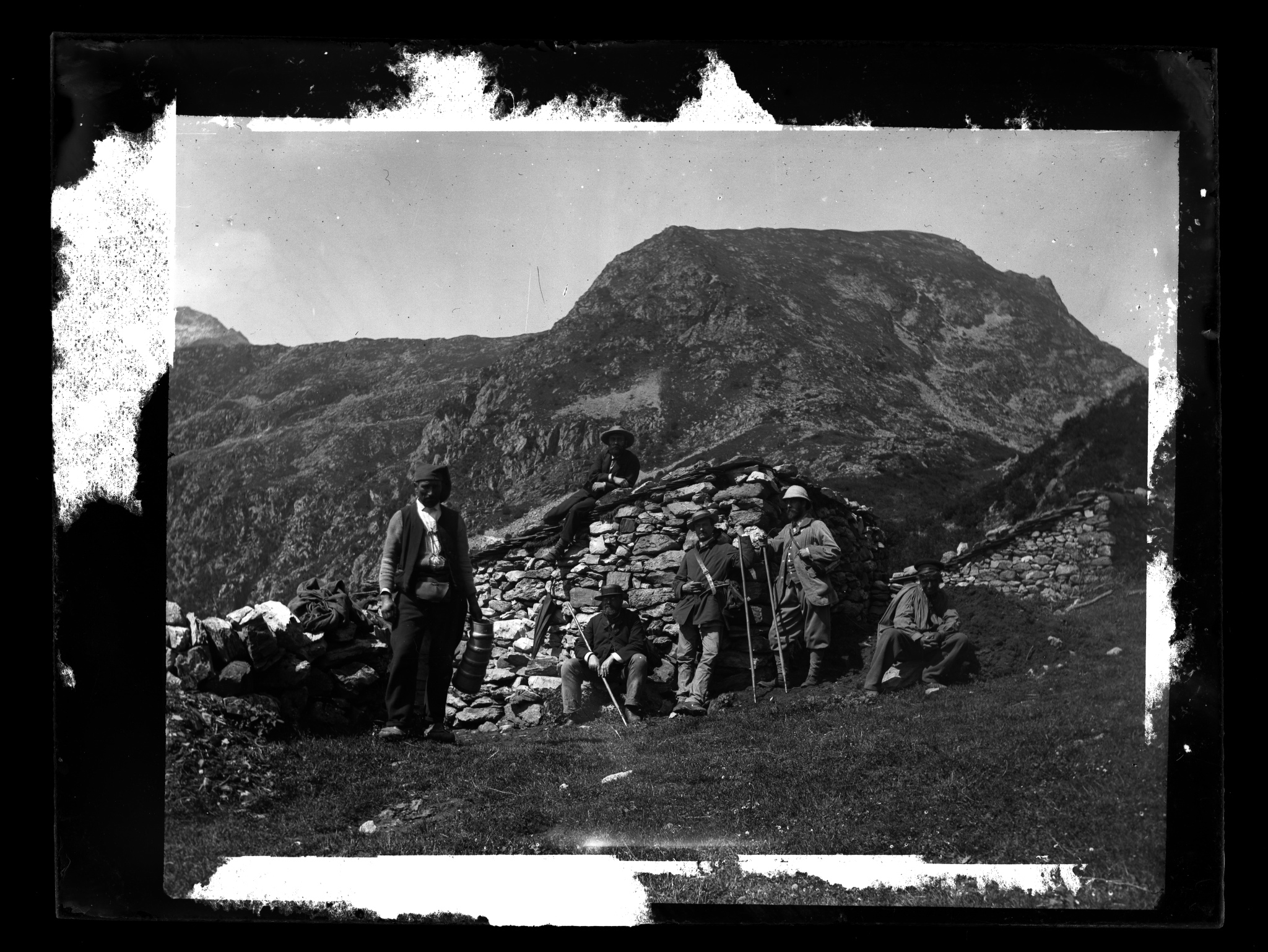

민족학(民族學)은 세계의 여러 민족의 문화와 사회를 연구 하는 학문이다. 서로 다른 민족의 특성과 그들 사이의 관계를 비교 분석하는 학문이다.(문화, 사회, 사회문화 인류학 비교)

## 학문
문화와의 직접적인 접촉을 통해 단일 그룹을 연구하는 민족지학에 비해, 민족학은 민족지학자들이 수집한 연구를 취합한 다음 서로 다른 문화를 비교하고 대조한다.
민족학(ethnology)이라는 용어는 1783년 비엔나에서 출판된 책(Historiae ivrisqve pvblici Regni Vngariae amoenitates)에서 이 용어를 사용하고 정의한 아담 프란츠 콜라르(Adam Franz Kollár, 1718-1783)에게 주어졌다. 다음과 같의 정의한다: "국가와 민족의 과학, 또는 그 연구 여러 민족의 기원, 언어, 관습, 제도를 탐구하고, 마지막으로 조국과 옛적 소재지를 탐구하여 그 시대의 민족과 민족을 더 잘 판단할 수 있게 하는 학문이다."
언어 및 문화적 다양성에 대한 콜라르의 관심은 그의 고향인 다민족 및 다언어를 사용하는 헝가리 왕국과 그의 뿌리가 슬로바키아인인 헝가리 왕국의 상황, 그리고 더 먼 발칸반도에서 오스만 제국이 점진적으로 후퇴한 이후 나타나기 시작한 변화에 의해 촉발되었다.
민족학의 목표 중에는 인류 역사의 재구성, 근친상간 금기 및 문화 변화와 같은 문화적 불변의 공식화, 19세기 이래 다양한 철학자들(헤겔, 마르크스, 구조주의 등)에 의해 비판을 받아온 개념인 "인간 본성"에 대한 일반화의 공식화 등이 있다. 세계 일부 지역에서는 민족학이 독립적인 연구 경로와 교육학 교리를 따라 발전해 왔으며, 특히 미국에서는 문화 인류학이, 영국에서는 사회 인류학이 지배적이 되었다. 세 용어의 구분이 점점 모호해지고 있다. 민족학은 18세기 후반부터 특히 유럽에서 학문 분야로 간주되어 왔으며 때로는 인간 집단에 대한 비교 연구로 간주되기도 한다.
15세기 유럽 탐험가들의 아메리카 탐험은 "타자"라는 개념과 같은 서양(서구 세계)에 대한 새로운 개념을 공식화하는 데 중요한 역할을 했다. 이 용어는 잔인한 야만인 또는 "고귀한 야만인"으로 간주되는 "야만인"과 함께 사용되었다. 따라서 문명은 이원론적인 방식으로 야만인에 반대했는데, 이는 훨씬 더 일반적으로 공유되는 민족 중심주의를 구성하는 고전적인 반대였다. 예를 들어 클로드 레비스트로스(Claude Lévi-Strauss)의 구조적 인류학과 같은 민족학의 진보는 선형적 진보 개념에 대한 비판, 즉 "역사가 있는 사회"와 "역사 없는 사회" 사이의 의사 대립으로 이어졌으며 제한된 범위에 너무 의존한다고 판단되었다. 역사를 누적적 성장으로 보는 관점이다.
레비스트로스는 식인 풍습에 관한 몽테뉴의 에세이를 민족학의 초기 사례로 자주 언급했다. 레비스트로스는 구조적 방법을 통해 인간 사회의 보편적 불변성을 발견하는 것을 목표로 했으며, 그 중 가장 중요한 것은 근친상간 금기라고 믿었다. 그러나 그러한 문화적 보편주의 주장은 마르크스, 니체, 푸코, 데리다, 알튀세르, 들뢰즈 등 다양한 19세기 및 20세기 사회 사상가들에 의해 비판을 받아왔다.
프랑스 민족학 학교는 1950년대 초부터 민족학 분야의 발전에 특히 중요했다. 이 운동의 중요한 인물로는 레비스트로스, 폴 리벳, 마르셀 그리아울, 저메인 디테를렌 및 장 로슈가 있다.

## 같이 보기
- 인류학
- 문화인류학
- 비교 문화 연구
- 민족지
- 민속학
- 문화
- 민족중심주의
- 진화주의
- 원주민
- 무형문화유산
- 마르크스주의
- 메타분석
- 비판 이론
- 모더니즘
- 포스트모더니즘
- 탈식민주의
- 원시주의
- 과학적 인종주의
- 사회
- 구조인류학
- 구조 기능주의
- 종족 연구
- 비판적 인종 이론
- 문화연구